# Транслитерация белорусского алфавита латиницей
Транслитерация белорусского алфавита латиницей — система передачи букв белорусского кириллического алфавита посредством латинского алфавита.

## Государственные стандарты

### ГОСТ 16876—71
ГОСТ 16876—71 был разработан Главным управлением геодезии и картографии при Совете министров СССР. Это единственный стандарт, в котором не используются диакритические знаки. В 1978 году этот стандарт был принят СЭВ и получил обозначение СТ СЭВ 1362. Обновлялся в 1973 и 1980 годах.
Существовало два варианта транслитерации. В Таблице 1 применялись диакритические знаки. В Таблице 2 использовались лишь сочетания базовых латинских букв, этот вариант был обязателен при обмене информацией на машиночитаемых носителях.
ГОСТ 16876—71 на сегодняшний день не действует и заменён ГОСТ 7.79 (ISO 9) (опубликован и введён в действие в 2002 году).

### ГОСТ 7.79
ГОСТ 7.79—2000 — адаптация ISO 9:1995, принятая в России, Белоруссии и некоторых странах СНГ.
ИСО 9:1995 — действующий стандарт, принятый Международной организацией по стандартизации. Согласно этому стандарту каждой из букв кириллических алфавитов однозначно соответствует одна буква латинского алфавита (в том числе с диакритикой), вне зависимости от положения буквы и языка первоначального текста. Стандарт позволяет транслитерировать на латиницу любой кириллический текст на любом современном языке, а потом по транслитерации восстановить оригинал.

Так же, как и в ГОСТ 16876—71, существует два варианта транслитерации: система А использует диакритические знаки, система Б — лишь сочетания базовых латинских букв. Использование конкретной системы определяет орган, проводящий транслитерацию.

## Географические названия

### В 2000—2023 годах
Впервые Инструкция по транслитерации географических названий Республики Беларусь буквами латинского алфавита была утверждена Постановлением Государственного комитета по земельным ресурсам, геодезии и картографии Республики Беларусь от 23 ноября 2000 года № 15 и устанавливала правила передачи белорусских географических названий на белорусском языке средствами латинского алфавита. Система базировалась на ISO 9:1995 (ГОСТ 7.79—2000), однако была изменена в соответствии с особенностями белорусского языка. В 2007 году данная инструкция была пересмотрена и в итоге стала почти полностью соответствовать белоруской латинке, за исключением передачи мягкой и твёрдой буквы Л.
В феврале 2013 года вышеупомянутая инструкция была рекомендована Организацией Объединённых Наций для принятия в качестве международной системы романизации белорусских географических названий. Последующих рекомендаций ООН касательно транслитерации белорусской топонимики не последовало.
| Кириллица | Латиница                      | Примеры                                    |
| --------- | ----------------------------- | ------------------------------------------ |
| А а       | A a                           | Аршанскі — Aršanski                        |
| Б б       | B b                           | Бешанковічы — Biešankovičy                 |
| В в       | V v                           | Віцебск — Viciebsk                         |
| Г г       | H h                           | Гомель — Homieĺ, Гаўя — Haŭja              |
| Д д       | D d                           | Добруш — Dobruš                            |
| Е е       | Je je*                        | Ельск — Jeĺsk, Бабаедава — Babajedava      |
|           | ie**                          | Венцавічы — Viencavičy                     |
| Ё ё       | Jo jo*                        | Ёды — Jody, Вераб’ёвічы — Vierabjovičy     |
|           | io**                          | Мёры — Miory                               |
| Ж ж       | Ž ž                           | Жодзішкі — Žodziški                        |
| З з       | Z z                           | Зэльва — Zeĺva                             |
| І і       | I i                           | Іванава — Ivanava, Іўе — Iŭje              |
| Й й       | J j                           | Лагойск — Lahojsk                          |
| К к       | К k                           | Круглае — Kruhlaje                         |
| Л л       | L l***                        | Лошыца — Lošyca, Любань — Liubań           |
|           | Ĺ ĺ***                        | Гомель — Homieĺ, Зэльва — Zeĺva            |
| М м       | M m                           | Магілёў — Mahilioŭ                         |
| Н н       | N n                           | Нясвіж — Niasviž                           |
| О о       | O o                           | Орша — Orša                                |
| П п       | P p                           | Паставы — Pastavy                          |
| Р р       | R r                           | Рагачоў — Rahačoŭ                          |
| С с       | S s                           | Смаргонь — Smarhoń                         |
| Т т       | T t                           | Талачын — Talačyn                          |
| У у       | U u                           | Узда — Uzda                                |
| Ў ў       | Ŭ ŭ                           | Шаркаўшчына — Šarkaŭščyna                  |
| Ф ф       | F f                           | Фаніпаль — Fanipaĺ                         |
| Х х       | Ch ch                         | Хоцімск — Chocimsk                         |
| Ц ц       | C c                           | Цёмны Лес — Ciomny Lies                    |
| Ч ч       | Č č                           | Чавусы — Čavusy                            |
| Ш ш       | Š š                           | Шуміліна — Šumilina                        |
| Ы ы       | Y y                           | Чыгірынка — Čyhirynka                      |
| Ь ь       | акут над предыдущей согласной | Чэрвень — Červień, Друць — Druć            |
| Э э       | E e                           | Чачэрск — Čačersk                          |
| Ю ю       | Ju ju*                        | Юхнаўка — Juchnaŭka, Гаюціна — Hajucina    |
|           | iu**                          | Цюрлі — Ciurli, Любонічы — Liuboničy       |
| Я я       | Ja ja*                        | Ямнае — Jamnaje, Баяры — Bajary            |
|           | ia**                          | Валяр’яны — Valiarjany, Вязынка — Viazynka |
| ’         | не передаётся                 |                                            |

* В начале слова, после гласных букв, апострофа, разделительного мягкого знака и ў.
** После согласных букв.
*** В традиционной белорусской латинке твёрдый звук [л] передаётся буквой ł, а мягкий [л’] в сочетаниях ль, ля, ле, ли, лё, лю передаётся как l, la, le, li, lo, lu соответственно.

### С 2023 года
В 2022—2023 годах в Беларуси, находящейся под многочисленными санкциями, появились тенденции по «искоренению» признаков влияния «недружественных стран». В список таких стран, в частности, вошли основные англоязычные страны (США, Канада, Великобритания, Австралия, Новая Зеландия) и некоторые страны, использующие в своих латинских алфавитах диакритические знаки (например, Польша, Чехия, Литва, Латвия). Поскольку конкретно упомянутые страны и их действия вызывали особенное раздражение ряда официальных лиц страны, то в официальном и неофициальном порядках были предприняты меры по снижению «видимости» именно английского языка и диакритики. Это выразилось в масштабном удалении англоязычных и латинизированных вывесок, аншлагов, знаков и голосовых уведомлений на объектах, связанных с государственными органами и предприятиями: англоязычные голосовые уведомления в общественном транспорте Минска были удалены в 2022 году, английские (и даже просто латинизированные) написания топонимов были заменены (на русскоязычные) на всей железнодорожной инфраструктуре Беларуси (и, в частности, на центральном вокзале Минска) и в общественном транспорте Минска в 2022—2023 годах, адресные аншлаги на домах в центральной части Минска (где использовались белорусский язык и его транслитерация по инструкции 2007 года с диакритическими знаками с целью облегчить навигацию иностранцев) были заменены на русскоязычные или двуязычные (белорусский/русский) в 2023 году.
На официальном уровне это отразилось в принятии новой Инструкции по передаче наименований географических объектов с белорусского и русского языков на другие языки и транслитерации наименований географических объектов буквами латинского алфавита Постановлением Государственного комитета по имуществу Республики Беларусь от 24 марта 2023 года № 19. Данная инструкция исключила диакритические знаки и вновь ввела использование диграфов.
| Буква белорусского алфавита, апостроф | Соответствующая буква (буквосочетание) латинского алфавита | Написание на белорусском языке | Транслитерация |
| ------------------------------------- | --- | ------------------------------ | -------------- |
| А а                                   | А а | Адамаўка                       | Adamawka       |
| Б б                                   | B b | Бабруйск                       | Babrujsk       |
| В в                                   | V v | Воранава                       | Voranava       |
| Г г                                   | G g | Гогалеўка                      | Gogaliewka     |
| Д д                                   | D d | Дзедаў Курган                  | Dziedaw Kurgan |
| Е е                                   | Je je * | Ельск                          | Jelsk          |
| Е е                                   | Je je * | Заазер’е                       | Zaazierje      |
| Е е                                   | Je je * | Панізоўе                       | Panizowje      |
| Е е                                   | ie ** | Віцебск                        | Viciebsk       |
| Ё ё                                   | Jo jo * | Ёды                            | Jody           |
| Ё ё                                   | Jo jo * | Мікалаёўка                     | Mikalajowka    |
| Ё ё                                   | Jo jo * | Вераб’ёвічы                    | Vierabjovichy  |
| Ё ё                                   | Jo jo * | Мураўёўка                      | Murawjowka     |
| Ё ё                                   | io ** | Вётхава                        | Viothava       |
| Ж ж                                   | Zh zh | Жажэлка                        | Zhazhelka      |
| З з                                   | Z z | Загуззе                        | Zaguzzie       |
| I i                                   | I i | Ізабелін                       | Izabielin      |
| Й й                                   | J j | Лагойск                        | Lagojsk        |
| К к                                   | К к | Каранёўка                      | Karaniowka     |
| Л л                                   | L l | Лепель                         | Liepiel        |
| М м                                   | M m | Мамонава                       | Mamonava       |
| Н н                                   | N n | Нёман                          | Nioman         |
| О о                                   | O o | Обеч                           | Obiech         |
| О о                                   | O o | Полацк                         | Polack         |
| П п                                   | P p | Паперня                        | Papiernia      |
| Р р                                   | R r | Расцяробы                      | Rasciaroby     |
| С с                                   | S s | Свіслач                        | Svislach       |
| Т т                                   | T t | Татаршчына                     | Tatarshchyna   |
| У у                                   | U u | Улукаўе                        | Ulukawje       |
| Ў ў                                   | W w | Тураў                          | Turaw          |
| Ф ф                                   | F f | Фаніпаль                       | Fanipal        |
| Ф ф                                   | F f | Сафіеўка                       | Safijewka      |
| Х х                                   | H h | Хацюхова                       | Haciuhova      |
| Ц ц                                   | C c | Цяцерын                        | Ciacieryn      |
| Ч ч                                   | Ch ch | Чарнаручча                     | Charnaruchcha  |
| Ш ш                                   | Sh sh | Шаркаўшчына                    | Sharkawshchyna |
| ы                                     | y | Паставы                        | Pastavy        |
| ь                                     | разделительный мягкий знак при транслитерации не указывается; последующая гласная буква (е, ё, ю, я) транслитерируется j в сочетании с последующей гласной фонетического состава слова | Вільянава                      | Viljanava      |
| ь                                     | смягчающий мягкий знак при транслитерации не указывается | Вародзькаў                     | Varodzkaw      |
| Э э                                   | E e | Эйвідавічы                     | Ejvidavichy    |
| Э э                                   | E e | Чачэрск                        | Chachersk      |
| Ю ю                                   | Ju ju * | Юрацішкі                       | Juracishki     |
| Ю ю                                   | Ju ju * | Гаюціна                        | Gajucina       |
| Ю ю                                   | iu ** | Цюрлі                          | Ciurli         |
| Я я                                   | Ja ja * | Ямнае                          | Jamnaje        |
| Я я                                   | Ja ja * | Баяры                          | Bajary         |
| Я я                                   | Ja ja * | Валяр’яны                      | Valiarjany     |
| Я я                                   | Ja ja * | Гаўя                           | Gawja          |
| Я я                                   | ia ** | Вязынка                        | Viazynka       |
| ’ (апостроф)                          | при транслитерации не указывается; последующая гласная буква (е, ё, ю, я, і) транслитерируется j в сочетании с последующей гласной фонетического состава слова                         | Раз’езд                        | Razjezd        |
| ’ (апостроф)                          | при транслитерации не указывается; последующая гласная буква (е, ё, ю, я, і) транслитерируется j в сочетании с последующей гласной фонетического состава слова                         | Мар’іна Горка                  | Marjina Gorka  |

* В начале слова, после гласных букв, апострофа, разделительного мягкого знака и ў.

** После согласных букв.

## Белорусский паспорт
В заявлении о получении паспорта гражданин может указать, каким именно образом он желает транслитерировать своё имя. Однако если ничего не было указано, то фамилия и имя по умолчанию транслитерируются с белорусского варианта в соответствии с требованиями Международной организации гражданской авиации.
Особенности системы МОГА (ИКАО) для белорусского языка
| Кириллица | Латиница      |
| --------- | ------------- |
| Г г       | H             |
| Е е       | E             |
| Ё ё       | IO            |
| Ж ж       | ZH            |
| Й й       | I             |
| Ў ў       | U             |
| Х х       | KH            |
| Ц ц       | TS            |
| Ч ч       | CH            |
| Ш ш       | SH            |
| Ь ь       | не передаётся |
| Э э       | E             |
| Ю ю       | IU            |
| Я я       | IA            |
| ’         | не передаётся |

## Система BGN/PCGN
Система BGN/PCGN 1979 — стандарт, принятый Советом по географическим названиям США и Постоянным комитетом по географическим названиям Великобритании для передачи географических названий. В стандарте не используются диакритика или необычные буквы. Средняя точка (·) может использоваться для того, чтобы избежать неоднозначностей.
| Кириллические | BGN/PCGN |
| ------------- | -------- |
| А а           | a        |
| Б б           | b        |
| В в           | v        |
| Г г           | h        |
| Д д           | d        |
| Е е           | ye       |
| Ё ё           | yo       |
| Ж ж           | zh       |
| З з           | z        |
| І і           | i        |
| Й й           | y        |
| К к           | k        |
| Л л           | l        |
| М м           | m        |
| Н н           | n        |
| О о           | o        |
| П п           | p        |
| Р р           | r        |
| С с           | s        |
| Т т           | t        |
| У у           | u        |
| Ў ў           | w        |
| Ф ф           | f        |
| Х х           | kh       |
| Ц ц           | ts       |
| Ч ч           | ch       |
| Ш ш           | sh       |
| Ы ы           | y        |
| Ь ь           | ’        |
| Э э           | e        |
| Ю ю           | yu       |
| Я я           | ya       |
| ’             | »        |

В правом столбце отображаются только строчные буквы, но при латинизации следует использовать прописные и строчные латинские буквы.
Последовательности символов зг, кг, сг, тс и цг могут быть латинизированы z∙h, k∙h, s∙h, t∙s и ts∙h, чтобы отличить эти латинизации от диграфов zh, kh, sh, ts и последовательности букв tsh, которые используются для отображения символов ж, x, ш, ц и последовательности символов тш.
Система продолжает использоваться.

## Система ALA-LC
Система транслитерации Американской ассоциации библиотек и Библиотеки Конгресса — используется библиотеками США, Канады и Великобритании с 1975 года (обновлен в 1997 году).
Имеет две версии — практическую и строгую. В последней используются диакритические знаки, а буквы некоторых диграфов соединяются вверху дужкой.